# جامع الشيخ عبدال
جامع الشيخ عبدال هو مسجد يقع ضمن سوق باب السراي في مدينة الموصل، ويسمى جامع الحاج عبدال وهو (أبدال) بن مصطفى الشافعي الموصلي التاجر من محبي الخير والعلم، وكان أديباً تقياً لهُ مآثر ومنجزات في الموصل ومنها بناؤه الجامع والمدرسة العبدالية، ولقد أبتدات عمارة وبنيان المسجد عام 1080 هـ/ 1669م، وأستمرت لسنتين حيث أوقف للجامع والمدرسة واردات خانات وحوانيت وقهوات في الموصل.
ويقع الجامع في مركز المدينة في وسط الأسواق بمنطقة باب السراي وتبلغ مساحتهُ حوالي 1000م2، ويكون مزدحماً بالمصلين، وفي أوائل القرن الثالث عشر للهجرة جدد عمارة الجامع الحاج جرجيس بن إسماعيل بن يحيى بن الحاج عبدال، واستمر العمل بالصيانة عدة سنوات (1203 - 1215)هـ، كما ورد ذلك في وثائق المسجد.
ثم جددت عمارة المسجد والمصلى عام 1299هـ، كما هو مكتوب فوق حجر المحراب، وفي الجامع زخارف قديمة، ومحراب أثري من حجر المرمر يرجع تاريخ بناؤه إلى تاريخ بناء المسجد، وعند تجديد المصلى أعيد إلى مكانهِ الأصلي، وكتب فوقه تاريخ العمارة المتاخرة عام 1299هـ، وإلى جانب المحراب منبر مصنوع من حجر المرمر أيضاً ومزين بالزخارف النباتية والهندسية والتي تكون على شكل وحدات كل واحدة داخل مربع أو دائرة وهي بارزة وناتئة في حجر المرمر، وطراز المنبر من النوع النادر وهو من أجمل منابر الموصل القديمة.
أما القبة التي فوق المصلى فهي تستند إلى مقرنصات تزينها بقايا زخارف كانت فيها، وللمسجد ثلاث أبواب وهي خالية من الكتابة، وفيها زخارف بسيطة، وفي الجامع منارة مئذنة مزخرفة بقطع من الآجر المزلج الجميل.

## المدرسة
بنى في الجامع مدرسة لتدريس العلوم الدينية. وبنى فيها ثماني غرف للطلاب الدارسين فيها، وفي عام 1203هـ/1789م جدد عمارة المدرسة حفيدهُ جرجيس. وحالياً توجد غرفة واحدة للتدريس مقابل الباب الكبير وأما بقية غرف الطلاب فلا أثر لها حالياً، وآخر من درس فيها الأستاذ أحمد أفندي بن محمد الجراح وتعطل التدريس فيها بعد وفاته.
وأجريت للمدرسة والجامع ترميمات من قبل ديوان الوقف السني في العراق عام 2010م، وأستمرت الترميمات لغاية 2012م، حيث تم أكساء الجدران الداخلية بحجر المرمر ومعالجة التشققات في الجدران القديمة، وأشرف على الترميم هيئة الآثار والتراث.

## اعادة اعمار الجامع
تعرض الجامع الى اضرار جسيمة اثناء عمليات تحرير الموصل من سيطرة التنظيم عام 2017 قامت جمعية فعل الخيرات الموصلية باعمار الجامع باشراف المهندس المعماري الدكتور احمد يوسف العمري
تم في مراحل اعادة  الترميم اعادة الجامع الى ماكان عليه  ابتداءا من القبة المزدوجة ثم المنارة بعد ازالة المقذوفات الحربية ومعالجة الشقوق ومشاكل تسريب الماء في السطح واعادة الانهاء واعادة انشاء  الدرج المؤدي للسطح و معالجة واجهته  اما داخل الجامع فقد تم رفع الانهاءات القديمة للجص المتاكل للجدران وتجديدها  وكذلك حجر الفرش والذي يعاني من الانفصال والتصدعات ثم تنظيفه وصقله  واعادته بعد اكمال التاسيسات الكهربائة الجديدة   اما المحراب فقد تم اعادة صيانة اثرية جديدة له واعادة  حفر  الايه الكريمة على الحجر وكما كانت في السابق بعد ان كانت  ازيلت من الظلاميين  (كُلَّمَا دَخَلَ عَلَيْهَا زَكَرِيَّا الْمِحْرَابَ وَجَدَ عِندَهَا رِزْقًا ۖ قَالَ يَا مَرْيَمُ أَنَّىٰ لَكِ هَٰذَا ۖ قَالَتْ هُوَ مِنْ عِندِ اللَّهِ ۖ إِنَّ اللَّهَ يَرْزُقُ مَن يَشَاءُ بِغَيْرِ حِسَابٍ ) كذلك اعادة الدلايات  والتي كان قد تم طمسها  وجرى صيانه شامله وتعويض القطع التالفة والمتضرره واعادة لوحة الاية الكريمة ( إِنَّ اللَّهَ عَلَى كُلِّ شَيْءٍ قَدِيرٌ) والتي كانت قد طمست وبنفس الخط
اما المنبرالاصلي للجامع  والذي كان قد هدم وازيل بالكامل من قبل الظلاميين وتم اخراج قطع الحجر الفرش الى الانقاض وقام احد ابناء سوق باب السراي الكرام بنقله والاحتفاظ باحجارة   طيله سنوات وقام بتسليمه وجرى اعادة تدوير الحجر وتنظيفه وتعويض التالف واعادة المنبر  لمكانه الاصلي
اما رواق الجامع  ومكوناته من الاعمدة المرمرية والعقود والاقواس ذات  الفرش الموصلي فقد جرى تفكيكه بموافقة الجهات المعنية وترقيم القطع واعادة بناءه كما كان في السابق بكافة تفاصيله وتعويض التالف  منه كذلك جرى صيانة نقوش بوابات الدخول للمصلى الثلاثة  من الرواق ومعالجة ارتفاعها وتعويض القطع التالفة
تم  كذلك اعادة غرف المدرسة العبدالية المذكورة في المصادر التاريخية  في الجهه الشرقية واضافة  رواق شرقي واخر شمالي بنفس الطراز كمعالجة  بصرية لمظهر منطقة المرافق الصحية والوضوء في الجهه الشمالية والتي كانت ذات اضافات غير مدروسة في مراحل اعمار بحقب سابقة  باعمدة انيقة  واقواس وبنفس التناسبات والابعاد ومن الفرش الموصلي  وهو تحسين اساسي وقرار تصميمي يمكن الناظر من الحصول على مشاهد استيعاب وتاطير القبة والمنارة من المدخل الشمالي  ويساهم في استكمال احتواء فضاء صحن الجامع مع تمييز الاضافة للرواق المستحدث لتكون الاعمدة والاقواس بلون فرش وعروق مختلفة  كذلك تم استبدال الارضيات والسجاد  وتم تجديد كافة التاسيسات الكهربائية للجامع واضافة منظومة الكامرات وتجديد التاسيسات الصحية وانهاءات منطقة الوضوء  ورفع منسوبها ليتيح تصريف الماء الى الشبكة العامة بعد ان كان الجامع يعاني سابقا من انخفاض المنسوب وعدم وجود تصريف لماء الوضوء   وتسربة من صحن الجامع  الى اسفل ارضية المصلى  وهو احد اسباب هطول الاسس وسبب المشاكل الانشائية والتصدع  سابقا  
مثل استحداث مدخل غربي جديد للجامع من جهة شارع غازي والذي كان قرارا اساسيا لتسهيل  عملية  الاعمار ورفع الانقاض وادخال المواد الانشائية  لتعذر العمل في المدخلين الاصليين في عمق السوق وضيق الازقة ووجود الحركة التجارية  وهو اضافة جديدة مهمة  وسمة  للاعمار الحالي ليكون للجامع ثلاثة مداخل من اتجاهات مختلفة
جرى كذلك تاطير الفتحات في المدرسة العبدالية بالفرش الموصلي  وتصنيع وتجديد كتائب الحماية لها  بنفس الطراز المحلي لاعمال الحديد المعروفه في  الابواب والشبابيك
  اما في الزقاق الشمالي  فقد تم فيه تطوير واجهة الجامع واضافة شريط كتابي من ايات كريمة من سورة الجمعة  بخط الثلث من الفرش الموصلي  ليكون معلم جديد للجامع
وشكل صحن الجامع احتواء من الاروقة  بتناسب مدروس  احيط باحواض النباتات باصناف الزهور والثويا والجهنمية   لاعطاء جمالية  واضافة  مهمة للاعمار الحالي اخيرا  جرى صيانه شاملة  وتعويض لكافة حجر الفرش المتضرر واعادة صقله وتلميعه ليبدو بابهى صورة
تم اعمار الجامع على نفقة اولاد  المرحوم  الحاج ابراهيم المعموري على روحه الطاهرة  ومحسنين اخرين جزاهم الله خير الجزاء
ارخ لاعادة اعمار الجامع وتثبيت ذلك بجدارية في صدر الرواق  الصديق العزيز الشاعر د. وليد الصراف  بالابيات اعلاه
جمعية تفعل الخيرات في بلدي ...... قد رممت جامعا للشيخ عبدال
لها اقول وقد ارخت مولده ....... الفيت قولك مشفوعا بافعال   1443 ه
تم اعتبار اعمال ترميم الجامع ضمن مجموعة من افضل ممارسات ترميم المباني التاريخية. واختير في القائمة القصيرة للدورة الثالثة 2021-2022 لجائزة ايكروم الشارقة ICCROM –Sharjah